# 李世英
李世英（16世紀—1630年代），號載其，四川瀘州直隸州人，明朝政治人物。

## 生平
李世英是萬曆三十四年（1606年）丙午科四川鄉試第七名舉人，四十七年（1619年）己未科三甲第二百七十五名進士。授安福縣知縣，天啓二年（1622年）調泰和縣知縣，四年本省同考，五年行取，升工部主事，管荊關工部抽分廠，崇禎元年（1628年）調禮部儀制司主事，三年貶湖廣布政司都事，五年（1632年）升為韶州府推官，課士明理，仁慈愛民。七年升工部主事，在任內去世，入祀韶州府名宦祠。

## 家族
曾祖李大實。祖李連枝，誥贈户部郎中。父李成林，知府。

## 引用
1. 1 2  《太學進士題名碑錄》：萬曆四十七年進士題名碑錄 己未科……賜進士出身第三甲二百七十五名……李世英 四川瀘州民籍
2. ↑  據《萬曆四十七年己未科進士履歷便覽》：丙午七名。嘉慶《四川通志·卷一百二十七·選舉志六》誤作萬厯十年壬午科
3. ↑  嘉慶《四川通志·卷一百二十四·選舉志三》：萬厯四十七年己未莊際昌榜……李世英 瀘州人
4. ↑  光緒《泰和縣志·卷五·政典》：明……復（知）縣……李世英 四川人，進士，天啟三年任
5. ↑  四庫全書《湖廣通志·卷二十八·職官志》：荊關工部抽分廠……天啟……李世英 瀘州進士
6. ↑  《萬曆四十七年己未科進士履歷》：李世英，載其，書三房，甲午四月初五日生。泸州人，丙午七名，会九十七，三甲一百六十。户部政，庚申授江西安福知县，壬戌調泰和，甲子本省同考，乙丑行取，授工部主事，丙寅荆州抽分，戊辰調儀制司，庚午款銓被論，降湖廣布政司都事，壬申升韶州府推官，甲戌升工部主事，卒。
7. ↑  同治《韶州府志·卷二十八·宦績錄》：李世英，四川瀘州人，進士。崇正五年，司理韶州，明以課士，慈以愛民，卒於官，祀名宦。